# جون نوكس ستيوارت
جون نوكس ستيوارت (بالإنجليزية: John Knox Stewart)‏ هو سياسي أمريكي، ولد في 20 أكتوبر 1853 في بيرث في الولايات المتحدة، وتوفي في 27 يونيو 1919 في أمستردام في الولايات المتحدة. حزبياً، نشط في الحزب الجمهوري. وقد انتخب عضو جمعية ولاية نيويورك وانتخب عضو مجلس النواب الأمريكي.